# Élections municipales tchèques de 2018
Les élections municipales tchèques de 2018 se tiennent les 5 et 6 octobre 2018, en même temps que le premier tour des élections sénatoriales.
Le scrutin voit notamment la victoire du parti ANO 2011 du premier ministre Andrej Babiš dans la totalité des capitales régionales à l'exception de Prague – où les parti d'opposition Démocratie civique et Pirates arrivent respectivement en première et seconde position – et de Liberec remportée par le parti des maires et indépendants de la région de Liberec. Les Sociaux Démocrates et les communistes sont considérés comme les grands perdants du scrutin avec par exemple leur disparition totale de l'ensemble des arrondissements de Prague.